# 韓王安
韓王安（?—前226年），姬姓，韩氏，名安，在位9年。秦王政十六年（前231年）韓王安獻出南陽（今河南境王屋山（太行山餘脈）南、黃河以北地區），同年九月，秦王任命韓國降將內史騰為南陽守。秦王政十七年（前230年）秦國派內史騰率師十萬南下渡過黃河攻韓，一路勢如破竹，幾無抵抗，俘虜韓王安，以韓地建置潁川郡，建郡治于陽翟（今河南禹州），韓國滅亡。 
前226年，在韓国故都新鄭的前韓国貴族發動抗秦起义，被秦镇压，而韓王安也在這年被處死。

## 影视形象

### 電視劇
| 年份 | 劇名               | 演員   |
| ---- | ------------------ | ------ |
| 2020 | 《大秦帝国之天下》 | 丁宇辰 |